# Montecarlo
Montecarlo é uma comuna italiana da região da Toscana, província de Lucca, com cerca de 4.345 habitantes. Estende-se por uma área de 15 km², tendo uma densidade populacional de 290 hab/km². Faz fronteira com Altopascio, Capannori, Chiesina Uzzanese (PT), Pescia (PT), Porcari.

## História
Montecarlo foi fundado em 1333 pelo Sacro Imperador Romano-Germânico Carlos IV. O desenvolvimento, contudo, só começou depois da destruição do vizinho burgo de Vivinaia pelos Florentinos.
A partir de 1437, Montecarlo fico sobre o domínio florentino.

## Demografia
| Variação demográfica do município entre 1861 e 2011                               |
|                                                                                   |
| Fonte: Istituto Nazionale di Statistica (ISTAT) - Elaboração gráfica da Wikipedia |